# المرزم (نجم)
النَّاجِذ أو المِرْزَم أو مرزم الجبار أو مَنْكِب الجبار اليسرى في الفلك (بالإنجليزية: Bellatrix أو γ Orionis) هو أحد نجوم كوكبة الجبار، مقابل لمنكب الجوزاء، وهو ثالث ألمع نجم في هذه الكوكبة، ويعتبر ترتيبه 27 في قائمة أشد النجوم سطوعا. يصنف النجم من نوع 2 طبقا للتصنيف الحجمي.
كان يعتقد في الماضي أن المرزم ينتمي إلى نجوم حزام الجبار مثل النطاق والنظام والمنطقة (الجبار) ولكن تبين القياسات الحديثة أنه أقرب من تلك النجوم إلى المجموعة الشمسية حيث يبعد نحو 245 سنة ضوئية من الأرض، في حين تبعد باقي تلك النجوم عنا بين 820 و1300 سنة ضوئية.
وكان المرزم في الماضي يستخدم «كشمعة عيارية» لمقارنة ضياء النجوم الأخرى، إلا أن الرصد الدقيق بين ان هذا النجم متغير ثائر ويغير ضياءه بنسبة 3% سنويا. ويتغير قدره الظاهري بين 59و1 و64و1، ويبلغ قدره المطلق -2.72.

## من صفاته
يشكل المرزم نجم الكتف اليمينى في كوكبة الجبار والكتف الساري للجبار هو منكب الجوزاء. يبعد المرزم عنا نحو 240 سنة ضوئية ويقدر قدره الظاهري 6و1. ويبدو عملاق عظيم أزرق-أبيض وتبلغ كتلته نحو 8 كتلة شمسية ويبلغ قطره 5 أضعاف قطر الشمس، وهو ذو طيف من التصنيف ب2. يفوق ضياؤه الكلي (ضياؤه في جميع الأطوال الموجية لمختلف الأشعة الكهرومغناطيسية) يفوق ضياء الشمس نحو 4000 مرة. ويتوقع العلماء أن المرزم قد وصل إلى مرحلة من عمره ستؤدي به أن يصبح عملاقا أحمرا خلال عدة ملايين من السنين. ولكن كتلته لا تكفي لأن ينفجر (كتلته 8 أضعاف كتلة الشمس فقط!) وإنما سيكون مصيره بعد مرحلة العملاق الأحمر وتشتيت غلافه في الفضاء أن يتقلص قلب النجم حتى يصبح قزما أبيضا.

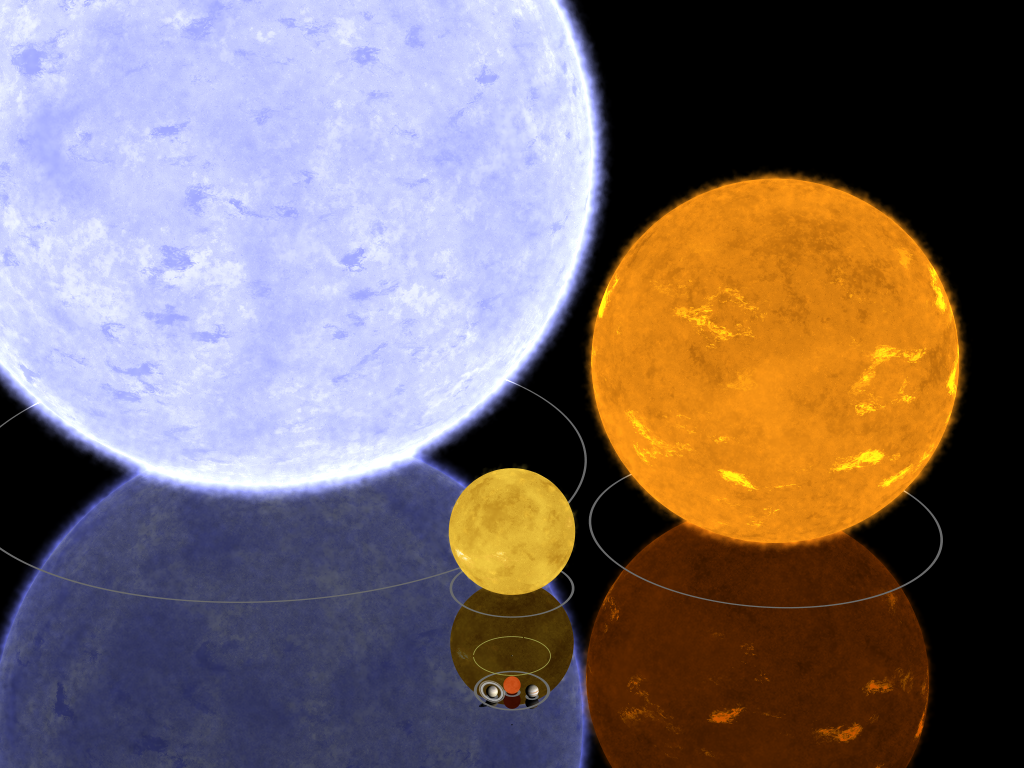
مقارنة بين أحجام النجوم المرزم (يسار)، ورأس الغول ب (يمين) وبينهما حجم الشمس.

المرزم (غاما أوريونيس) في كوكبة الجبار، ومقابل له منكب الجوزاء Betelgeuse.